# Microcerberus appolliniacus
Microcerberus appolliniacus là một loài chân đều trong họ Microcerberidae. Loài này được Cvetkov miêu tả khoa học năm 1964.